# FC 비쳅스크
FC 비쳅스크(벨라루스어: ФК Віцебск)는 비쳅스크를 연고로 하는 벨라루스의 축구 클럽이다. 현재는 벨라루스 프리미어리그에 참가하고 있다.

## 성적
- 벨라루스컵 우승 1회 (1998)

## 선수 명단

### 현역
참고: FIFA 자격 규정에 따라 소속된 국가대표팀 국기를 표시합니다. 선수는 복수의 FIFA 비회원국 국적을 가지고 있을 수 있습니다.
| 번호 | 포지션 | 국적           | 이름              |
| ---- | ------ | -------------- | ----------------- |
| 3    | MF     | 투르크메니스탄 | 웨파 주마이에프   |
| 4    | DF     | 벨라루스       | 아르치옴 스키타우 |
| 9    | FW     | 벨라루스       | 루스란 테레보프   |

| 번호 | 포지션 | 국적 | 이름 |
| ---- | ------ | ---- | ---- |

## 역대 감독
| 감독                    | 임기      |
| ----------------------- | --------- |
| 세르게이 야신스키       | 2005~2006 |
| 안드레이 체르니쇼프     | 2006~2007 |
| 샤르헤이 바로우스키     | 2010~2011 |
| 세르게이 야신스키(대행) | 2015      |
| 세르게이 야신스키       | 2015~2020 |
| 에브게니 체르누킨       | 2020~2022 |
| 세르게이 야신스키       | 2022      |
| 세르게이 야신스키       | 2024~     |

틀:FC 비쳅스크 선수 명단